# Uriondo
Uriondo è un comune (municipio in spagnolo) della Bolivia nella provincia di José María Avilés (dipartimento di Tarija) con 13.454 abitanti (dato 2010).

## Cantoni
Il comune è suddiviso in 3 cantoni:
- Chocloca
- Juntas
- Uriondo